# Fuerzas Militares de Colombia
Las Fuerzas Militares de Colombia son el conjunto de instituciones castrenses adscritas al Ministerio de Defensaque se encargan de la defensa de la extensión territorial aérea, terrestre y marítima que conforman la República de Colombia, están bajo el planeamiento y dirección estratégica del Comando General de las Fuerzas Militares, cuyo comandante en jefe es el presidente de la República. Están conformadas por el Ejército Nacional, la Armada de la República y la Fuerza Aeroespacial Colombiana. 
Las Fuerzas Militares de Colombia suman 593 800 efectivos según algunas fuentes.Otras fuentes indican el personal en 223 150 efectivos del Ejército Nacional, 56 400 de la Armada y 20 650 de la Fuerza Aeroespacial.

## Historia

### Orígenes
Su origen se remonta a la época de la Independencia, iniciándose durante las décadas de 1770 y 1780 con el Ejército Comunero surgido en tierras del actual Santander, que desapareció luego de las capitulaciones de Zipaquirá de 1781, para resurgir como el Ejército Libertador durante el movimiento de independencia de 1810 y su posterior consolidación después del siete de agosto de 1819 con el triunfo secesionista en la Batalla de Boyacá.
Desde esa fecha, las Fuerzas Militares, inicialmente con el Ejército Nacional, y la Armada de la República de Colombia, y posteriormente con la creación de la Fuerza Aeroespacial Colombiana han sido sustento fundamental de la nación colombiana. Por esta razón se puede afirmar que la historia de las Fuerzas Militares, y en particular, del Ejército, se entrelazan íntimamente con la historia colombiana.

### SigloXIX
Una vez lograda la independencia, la Constitución de Cúcuta de 1821 creó formalmente las Fuerzas Armadas de la Gran Colombia dentro de un solo ente administrativo, la "Secretaría de Marina y de Guerra", bajo la dirección del general Pedro Briceño Méndez. El 28 de junio de 1822, el General Santander creó la Escuela Náutica, la cual desapareció tiempo después junto con sus buques de guerra y sus marinos. En 1825 el Congreso de la República, estipula las funciones de la Secretaría de Guerra, enfocadas a orientar las guarniciones generales en Bogotá y las provincias en los aspectos referentes a presupuesto general, efectivos, régimen administrativo, ubicación de cuarteles y puestos de campaña, organización de las armas, funcionamiento de las escuelas técnicas, reglamentación interna, ascensos y distinciones militares, régimen salarial y avituallamiento. 
Durante la corta existencia de la Gran Colombia, las Fuerzas Militares verían su primer conflicto internacional, en la Guerra grancolombo-peruana; posteriormente, los años entre 1830 y 1886 estuvieron caracterizados por numerosos conflictos internos, durante los cuales los gobernantes de turno realizan varias reorganizaciones, fundando, cerrando y refundando escuelas y unidades militares.
Finalmente, la Constitución de 1886 define y establece el moderno estado colombiano. El artículo 120 de la Constitución dio al Presidente de la República la atribución de dirigir, cuando lo estimara conveniente, las operaciones de guerra como Jefe de los Ejércitos de la República. En virtud de ésta, la necesidad de tecnificar el ejército impulsó la creación de una escuela militar, la cual se creó por ley 127 de 1886, reglamentada por decreto N.º 284 de 1887, así como la llegada de una misión francesa con el objetivo de reorganizar las fuerzas en torno al modelo de divisiones, batallones y regimientos. La Guerra de los Mil Días vería a las Fuerzas Armadas de nuevo envueltas en un conflicto fratricida, hasta su resolución en 1903.

### SigloXX
Superado el siglo XIX, la reforma militar de 1907 llevada a cabo por el General Rafael Reyes Prieto, presidente de 1904 a 1909, será el hito que marca la profesionalización de las Fuerzas Militares, así como la creación de las Escuelas Militar y Naval de Cadetes, esta última siendo clausurada nuevamente por el General Ramón González Valencia en 1909. El nuevo siglo además, ve el nacimiento del poder aeronáutico, y Colombia posee una de las tradiciones más antiguas del continente en este sentido. En 1916, se envía una comisión militar a Europa para enterarse de los avances bélicos, lo que daría como resultado la fundación de la Aviación Militar Colombiana en 1919, antecesora de la actual Fuerza Aérea.

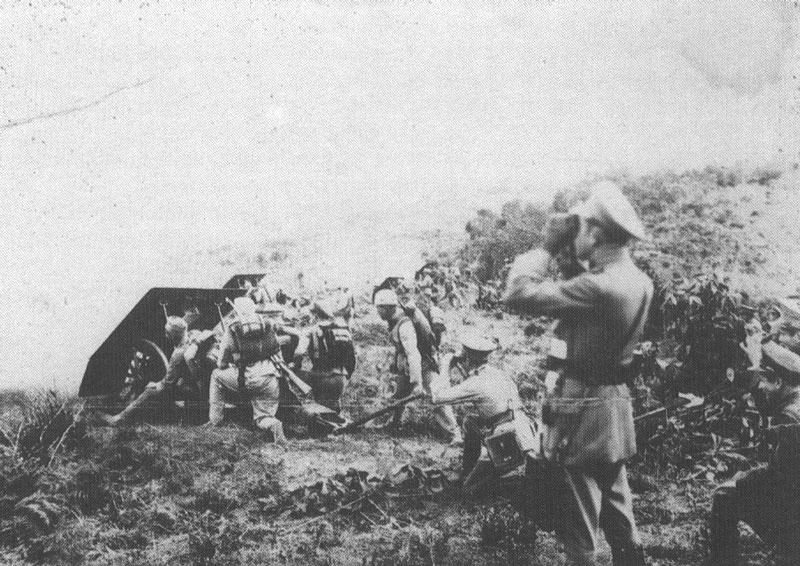
El Ejército Colombiano durante la guerra colombo-peruana de 1932.

A inicios de la década de 1930, las tres fuerzas estaban establecidas en términos generales pero eran significativamente pobres en términos de equipamiento y fuerza. El conflicto con Perú de 1933 daría un nuevo impulso a las tres armas, incluyendo la compra de armamento, buques y aviones a través de bonos especiales, así como las donaciones personales de muchos ciudadanos colombianos, lo que permitió una renovación rápida de las fuerzas y llevó a su ley en el conflicto luego de la muerte del presidente peruano quedando todo como una rectificación del tratado anterior básicamente dejando todo como antes.
Durante la Segunda Guerra Mundial, el país inicialmente sigue una política de neutralidad, aunque alineado con los Aliados. En 1943, después de varios ataques alemanes en el Caribe, declara su beligerancia y recibe armamento y equipo de acuerdo con la Ley de Préstamo y Arriendo. Llegan al país las primeras misiones norteamericanas, los oficiales colombianos van a los Estados Unidos a perfeccionar sus conocimientos y una nueva doctrina va adoptándose en las Fuerzas Militares. La Ley 102 de 1944 fijó en el entonces jefe de Estado Mayor las funciones de órgano de mando del Gobierno, haciéndolo virtualmente un comandante general, ya que centralizaba en este cargo las funciones del mando de las Fuerzas Militares. Posteriormente, el Decreto 835 del 16 de abril de 1951 creó el cargo de comandante general, asignando las funciones que se habían fijado al jefe de Estado Mayor. Para la expedición de este decreto se realizó un amplio estudio sobre el sistema de mando conjunto, tal como se practicaba en los Estados Unidos.
Asimismo, a raíz del estallido de la guerra de Corea, Colombia se hace presente y es así como en el año de 1951 se envía a ultramar al Batallón de Infantería Colombia, así como a varias unidades de la Armada, hasta el año de 1954 en que regresaron al país.
Durante la reorganización de los años 50, y después de un estudio sobre el sistema de mando conjunto, tal como se practicaba en EE. UU., nació el Comando General de las Fuerzas Militares, que concentra bajo su mando a las tres armas y se convierte en la entidad de más alto nivel de planificación y dirección estratégica para las instituciones castrenses del país.
A partir de los años 60, y en razón del Conflicto armado en Colombia las Fuerzas Militares han permanecido activas en combate en defensa del Estado colombiano. Dada la complejidad del conflicto, algunas de las operaciones realizadas han dado lugar a controversias profundas, y otras se han convertido en éxitos espectaculares con reconocimiento internacional.
La Constitución de Colombia de 1991 reconoce jurídicamente la existencia de las Fuerzas Militares y les entrega su misión a través del artículo 217.

### SigloXXI
Hacia finales de los años 90, debido a la profundización del conflicto interno, y en particular después del fracaso del proceso de negociación en 1998-2002 durante el gobierno del Presidente Andrés Pastrana, las Fuerzas Militares entran en un proceso de reorganización y renovación, que se vio impulsado aún más a través de la política de seguridad democrática del Presidente Álvaro Uribe entre 2002 y 2008 en combinación con la ayuda de los EE. UU. a través del llamado Plan Colombia que incluyó entre otras cosas el aumento del pie de fuerza, la adquisición de nuevos y modernos equipos, entrenamiento y la profesionalización de una parte significativa de las fuerzas.
El resultado de este proceso ha sido el resurgimiento de las FFMM como una fuerza armada moderna, bien entrenada y razonablemente bien equipada en términos de lucha contra guerrillas, que ha logrado continuos avances en el conflicto interno y se ha convertido en referente internacional en varias áreas de estrategia y táctica militares en temas relacionados con la lucha contraguerrilla.
Las Fuerzas Militares de Colombia son consideradas una de las mejores de América y una de las fuerzas armadas mejor preparadas del mundo; en la competencia Fuerzas comando se han  consagrado 9 veces campeonas, de catorce ediciones que se han realizado. En esta competición se presentan más de 100 militares, de 17 países de América, para medir sus aptitudes tanto físicas como mentales para escoger al mejor entre los mejores.
Debido a la duración y complejidad táctica del conflicto armado de Colombia, sus fuerzas militares se han visto en la necesidad de modernizar sus equipos y métodos. Este trabajo que comenzó en el año 2005 con el apoyo de los gobiernos de los Estados Unidos y de Israel, ha convertido a las fuerzas de Colombia en una de las más profesionales y eficaces del mundo. Entre sus logros más reconocidos se encuentran los siguientes:
- 1 de marzo de 2008: Operación Fénix Siendo el primer y único ejército hispanoamericano en usar bombas inteligentes e inteligencia por satélite en tiempo real, una fuerza de tarea compuesta por la fuerza aérea de Colombia, la fuerza de despliegue rápido del ejército y fuerzas especiales de la policía, atacó un campamento de las FARC-EP en el norte del territorio ecuatoriano limítrofe con Colombia, en el que murió el número dos de la guerrilla de las FARC-EP, Luis Édgar Devia Silva, alias ‘Raúl Reyes’.
- 2 de julio de 2008: Operación Jaque En una cinematográfica operación que ha sido objeto de varios documentales de Discovery Channel y National Geographic Channel, La excandidata presidencial Íngrid Betancourt, tres estadounidenses y 11 soldados y policías secuestrados por las FARC-EP fueron liberados por un equipo de agentes de inteligencia del Ejército de Colombia.[11]
- 13 de junio de 2010: Operación Camaleón A tan sólo 28 kilómetros de donde ocurrió la ‘Operación Jaque’, el Comando de Operaciones Conjuntas de las Fuerzas Armadas se anotó otro contundente golpe contra las FARC-EP tras rescatar a cuatro uniformados que se encontraban secuestrados desde hacía cerca de 12 años. Se denominó de esa forma debido a que parte de la audaz estrategia de las fuerzas especiales fue disfrazar a la primera ola táctica del ataque con uniformes típicos de la insurgencia colombiana, para poder así penetrar la fuerte custodia que rodeaba a los objetivos.[12]
- 23 de septiembre de 2010: Operación Sodoma Considerada como un ejemplo del grado de sofisticación al que ha llegado el servicio de inteligencia militar colombiano, según lo reveló el Ministerio de Defensa de Colombia, gracias a un localizador electrónico camuflado en las botas que utilizaba el líder de la insurgencia terrorista colombiana, la Fuerza Pública logró ubicar y abatir al jefe militar de las FARC-EP en La Macarena, Meta.[13]

Colombia tiene participación activa a través de su ejército en la Fuerza Multinacional de Paz Y Observadores ((en inglés) Multinational Force and Observers - MFO) en el área de operaciones "Zona C" (ejerce control sobre 4.400 km) de la MFO, para “observar y reportar” actividades que amenacen la estabilidad del tratado de paz y facilitar la construcción de mecanismos de confianza entre las partes (Israel y Egipto).
Igualmente, las Fuerzas Militares de Colombia han realizado acciones de ayuda humanitaria en varias catástrofes naturales en la región, entre otras, las inundaciones de ecuador en 2008, el Terremoto de Haití de 2010, el  Huracán "Agatha" en Guatemala en 2010, y el Terremoto de Chile de 2010, entre otras.
En la actualidad, las FF.MM. se encuentran en una etapa de profesionalización con formación en Derechos Humanos modernización e inversiones para mejorar el armamento.

## Personal
En 2023, las Fuerzas Militares de Colombia suman un total de 452 466 efectivos, de los cuales 223 150 pertenecen al Ejército, 56 400 a la Armada, 13 650 a la Fuerza Aeroespacial y adicionalmente 185 000 de la Policía y 23 513 civiles puesto que la policía nacional pertenece al Ministerio de Defensa y realiza operaciones conjuntas con el Ejército y otras ramas de la fuerza.

## Estructura
Debido al Conflicto armado en Colombia, las instituciones castrenses se mantienen activas en combate. Las labores de defensa de Colombia recaen en el poder ejecutivo, el presidente de Colombia como Comandante Supremo de las Fuerzas Armadas de la República, quien ejerce sus funciones personalmente o por conducto del Ministerio de Defensa, o de los Jefes militares de las Fuerzas Militares de Colombia.
Las Fuerzas Militares, de acuerdo con la ley poseen el monopolio de la coacción; coordinan sus esfuerzos en la Fuerza de Tarea Conjunta Omega, Comando Conjunto Caribe; y el Comando Conjunto Operaciones Especiales.

### Ejército
El Ejército Nacional de Colombia cuenta con ocho divisiones territoriales, una División de Aviación Asalto Aéreo que agrupa la brigada de fuerzas especiales, dos brigadas de aviación y una brigada contra el narcotráfico, además de otras unidades especializadas y escuelas de formación. Desde septiembre de 1981 participa en la Fuerza Multinacional de Paz y Observadores (MFO) en Sinaí.

### Armada
La Armada de la República de Colombia cuenta con siete fuerzas y comandos repartidos en todo el territorio nacional.

### Fuerza Aeroespacial
La Fuerza Aeroespacial Colombiana se encuentra organizada en tres comandos:
- el Comando de Operaciones Aéreas (COA);
- el Comando de Apoyo a la Fuerza (CAF)
- y el Comando de Personal (COP).

Operativamente cuenta con siete comandos aéreos de combate (CACOM), un Comando Aéreo de Transporte Militar (CATAM) y un Comando Aéreo de Mantenimiento (CAMAN), que operan en todo el territorio colombiano, y cuatro grupos aéreos, a saber: del Caribe (GACAR), del Oriente (GAORI), del Casanare (GACAS) y del Amazonas (GAAMA). Adicionalmente es responsable de una Fuerza de Tarea, la Fuerza de Tarea ARES (FTARES) y tres institutos de formación: Escuela Militar de Aviación «Marco Fidel Suárez» (EMAVI), Escuela de Suboficiales «Andrés M. Díaz» (ESUFA) y la Escuela de Posgrados de la Fuerza Aérea «CT. Edmundo Sandoval» (EPFAC).

Fuerzas Militares de Colombia
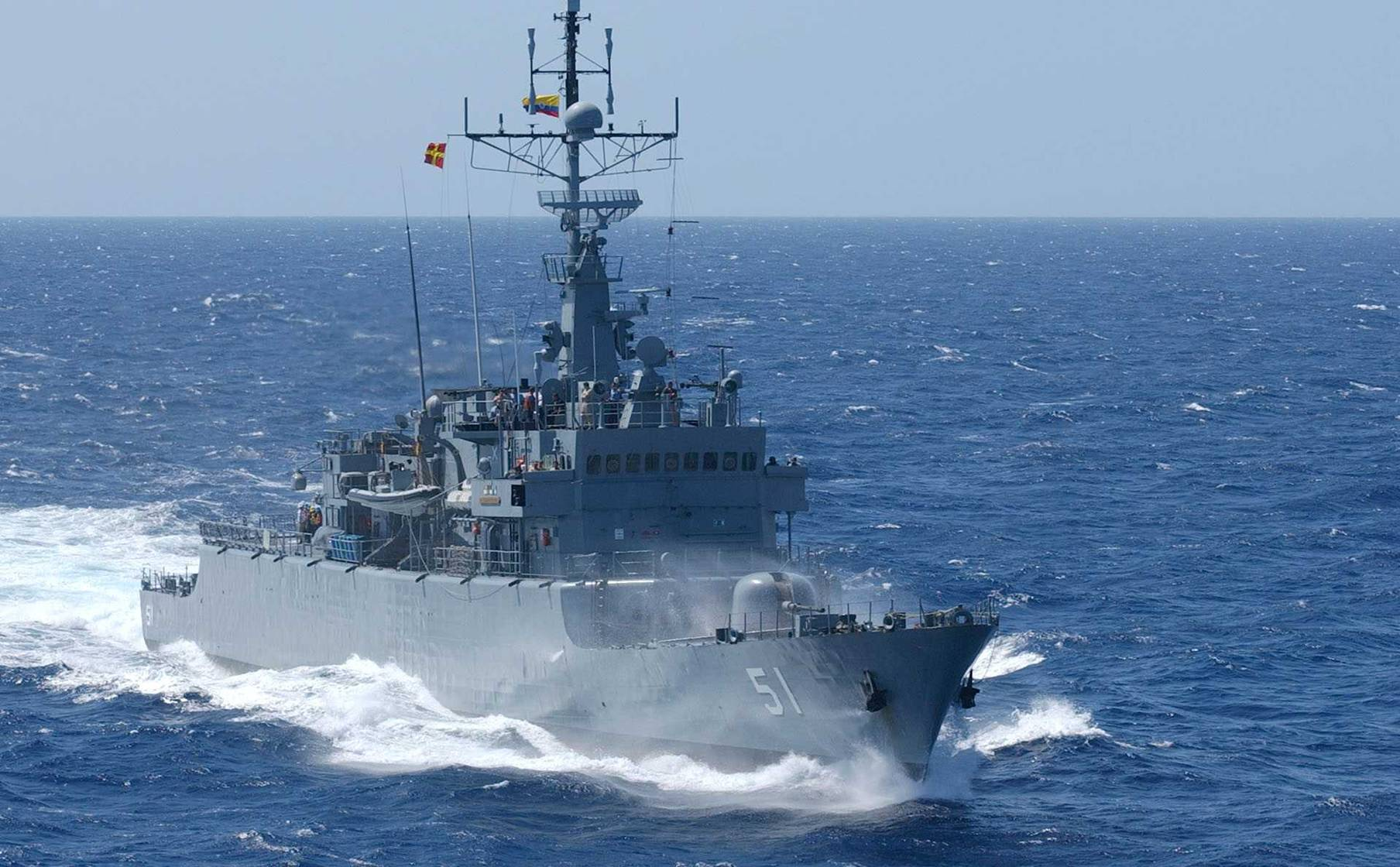
ARC Almirante Padilla
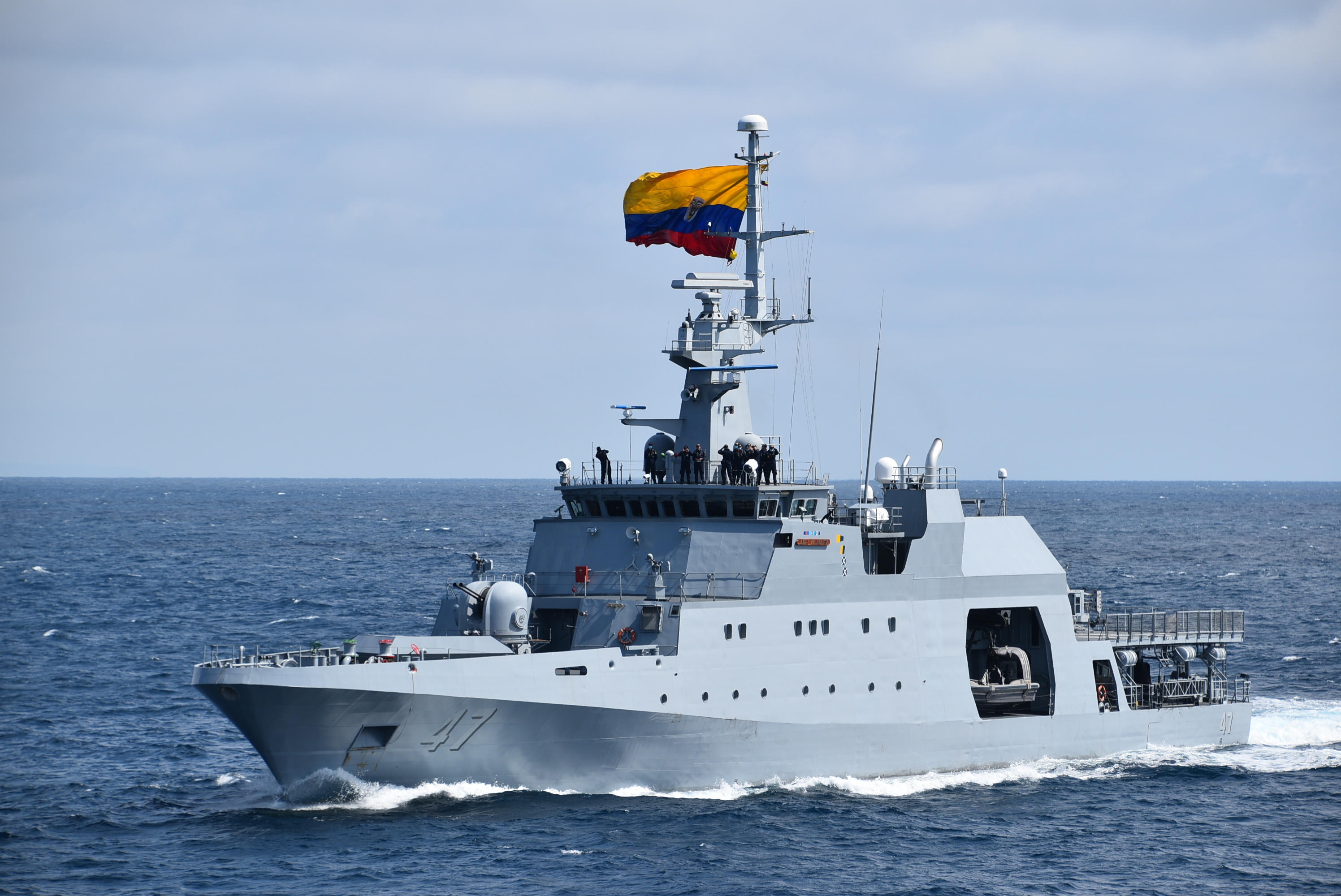
Clase OPV-80 producido nacionalmente por COTECMAR
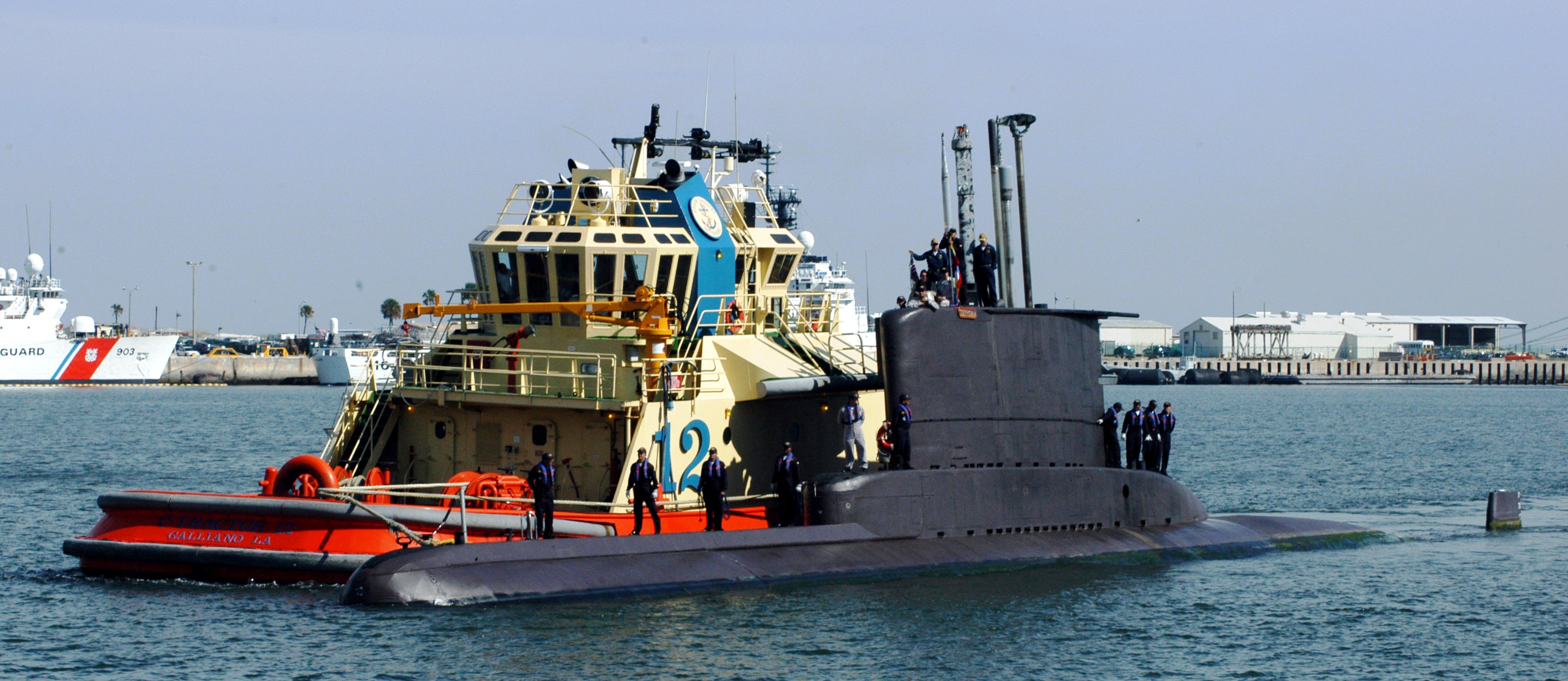
Submarino ARC Tayrona (SO-29)
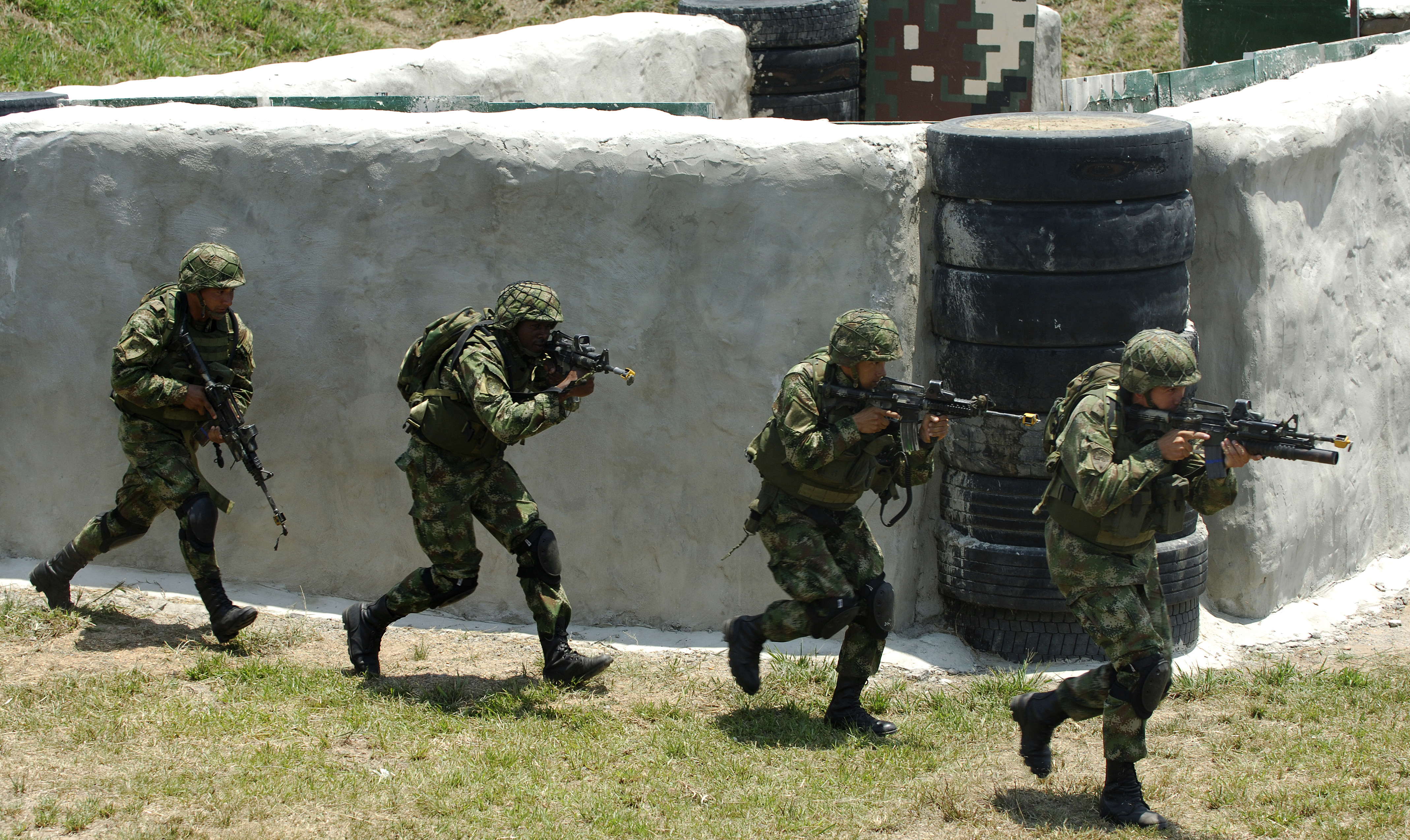
Fuerzas Especiales del Ejército Nacional
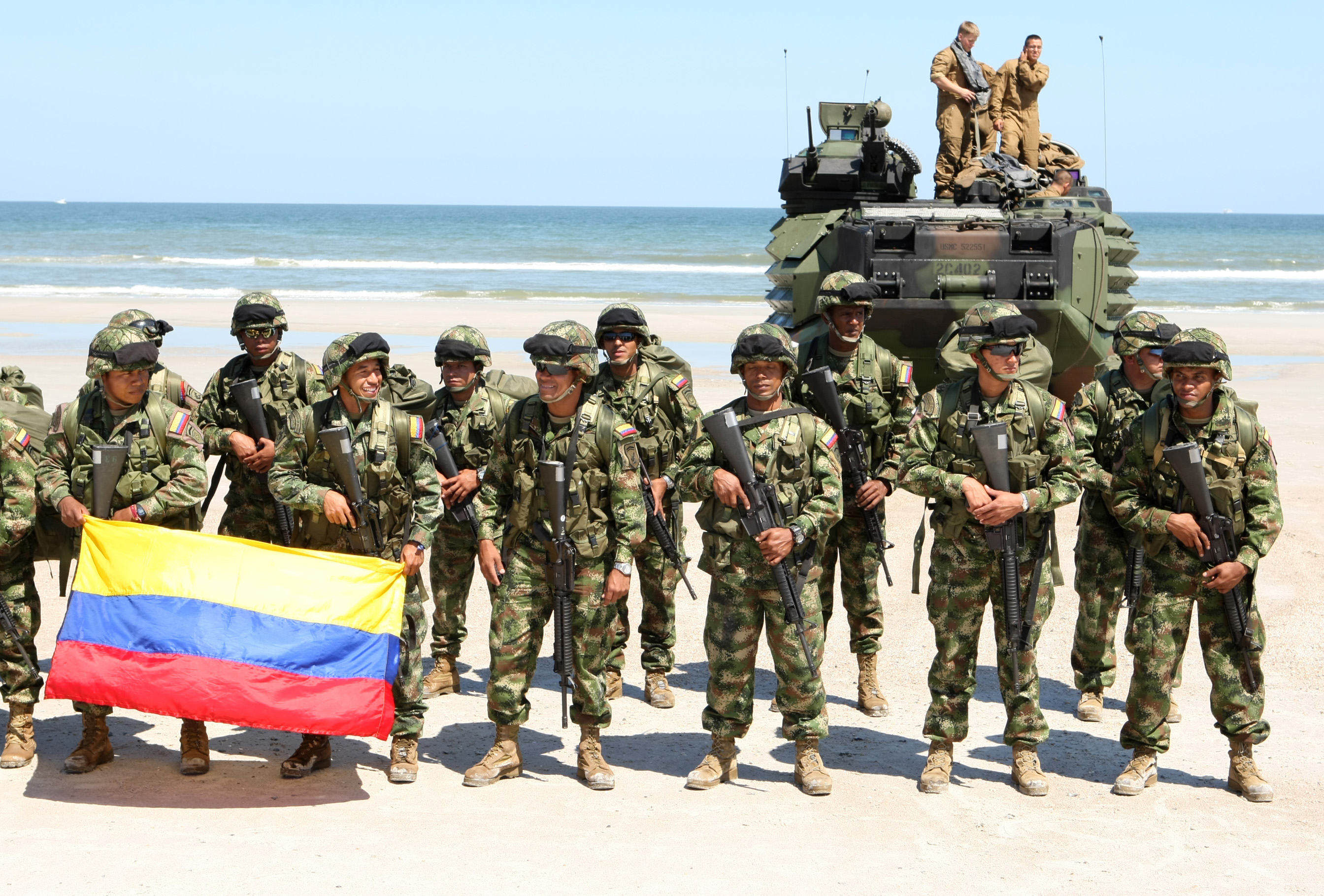
Infantes de Marina Colombia
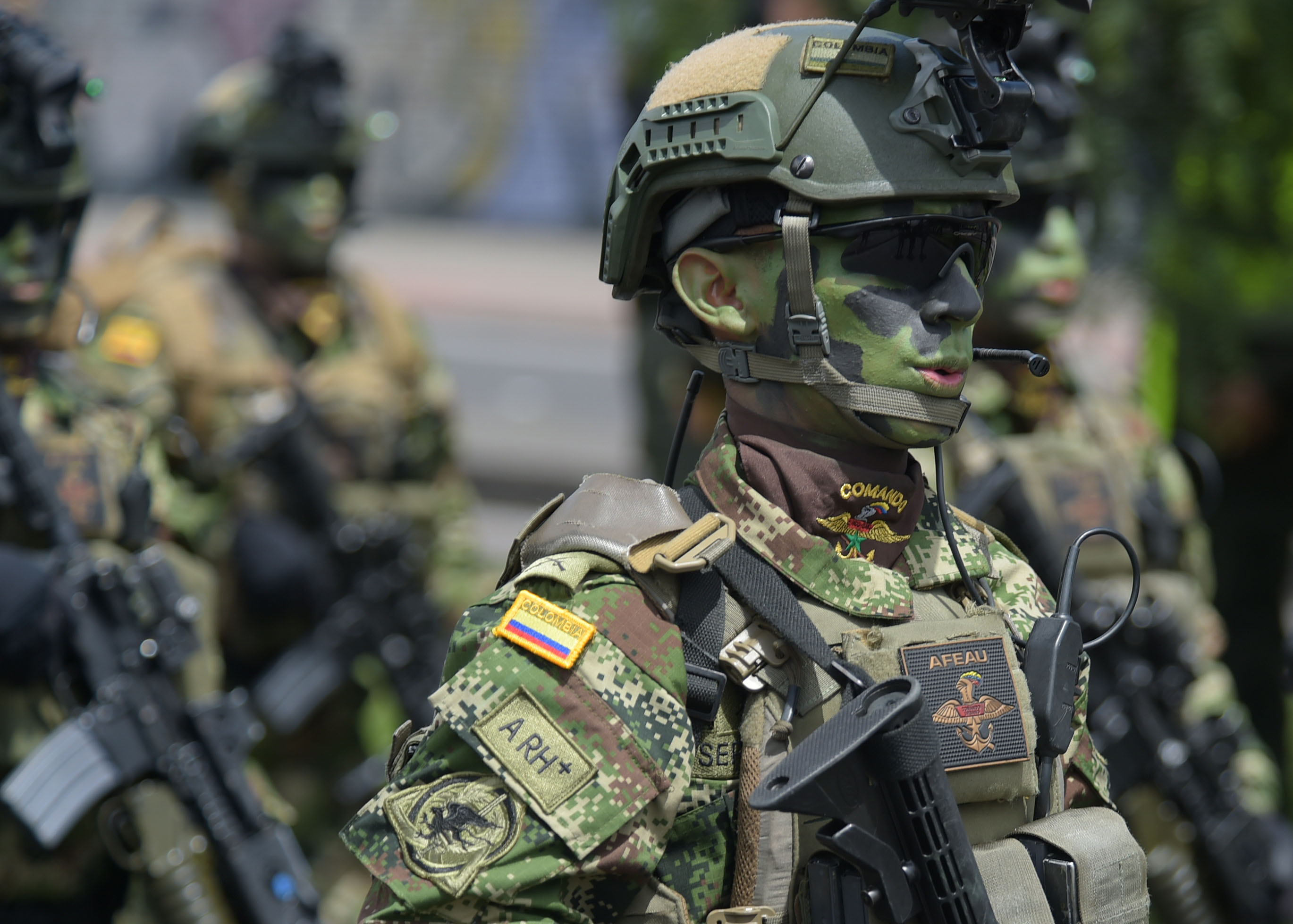
Comando conjunto de operaciones especiales (ccoes) de las fuerzas militares de Colombia
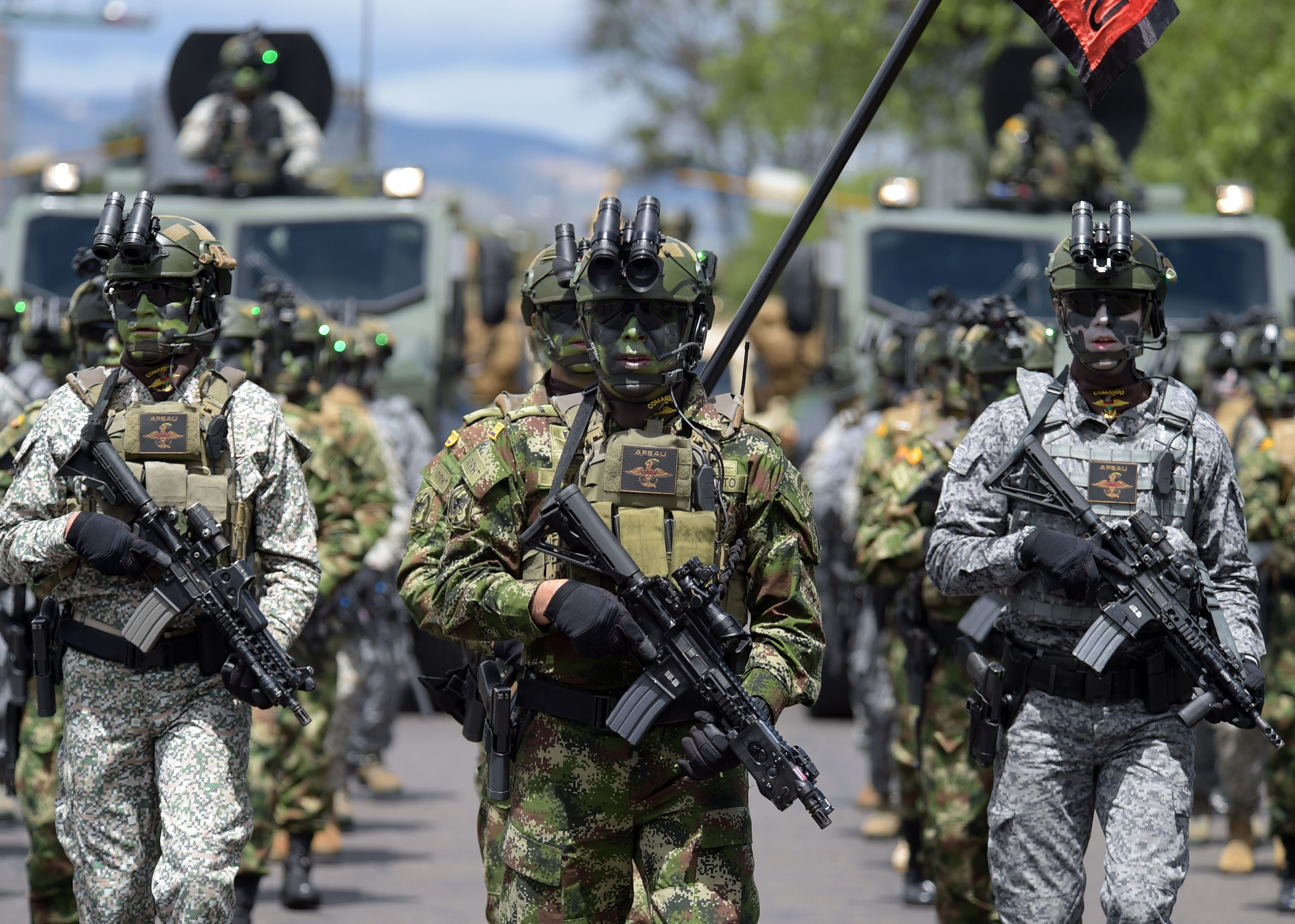
Fuerzas especiales de las fuerzas militares de Colombia
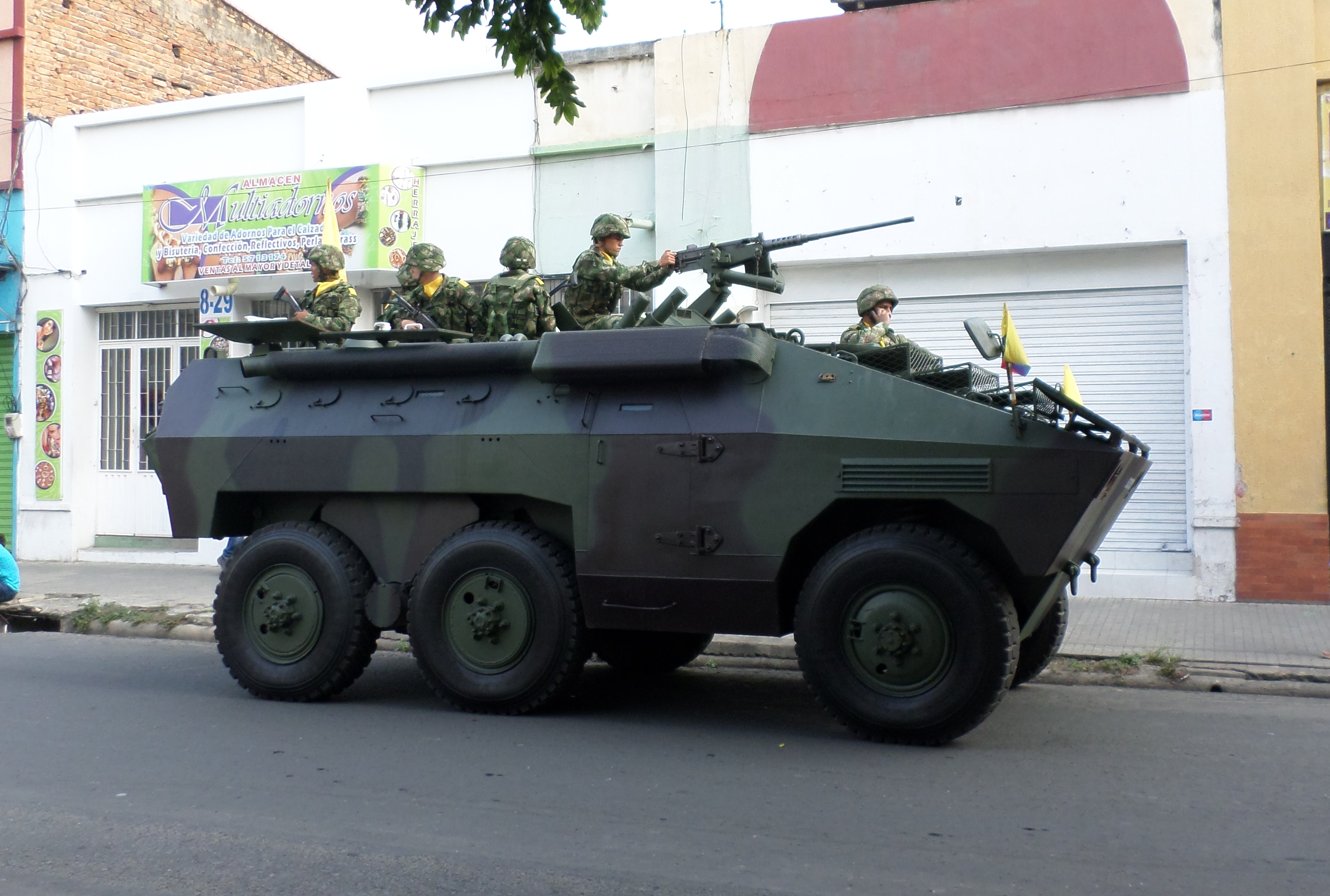
Transporte blindado del Ejército Nacional de Colombia
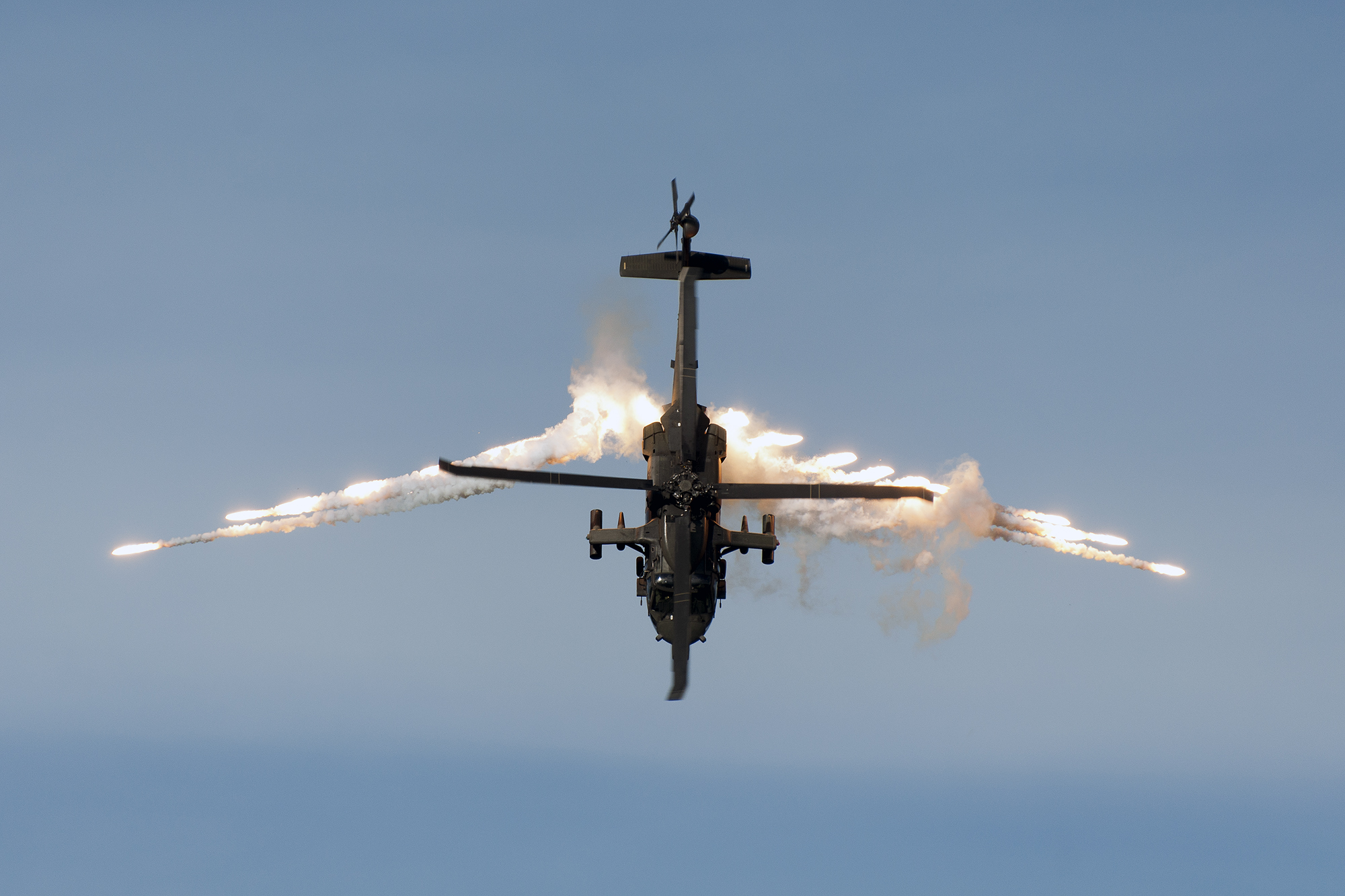
Sikorsky UH-60L Arpía III de la Fuerza Aérea Colombiana
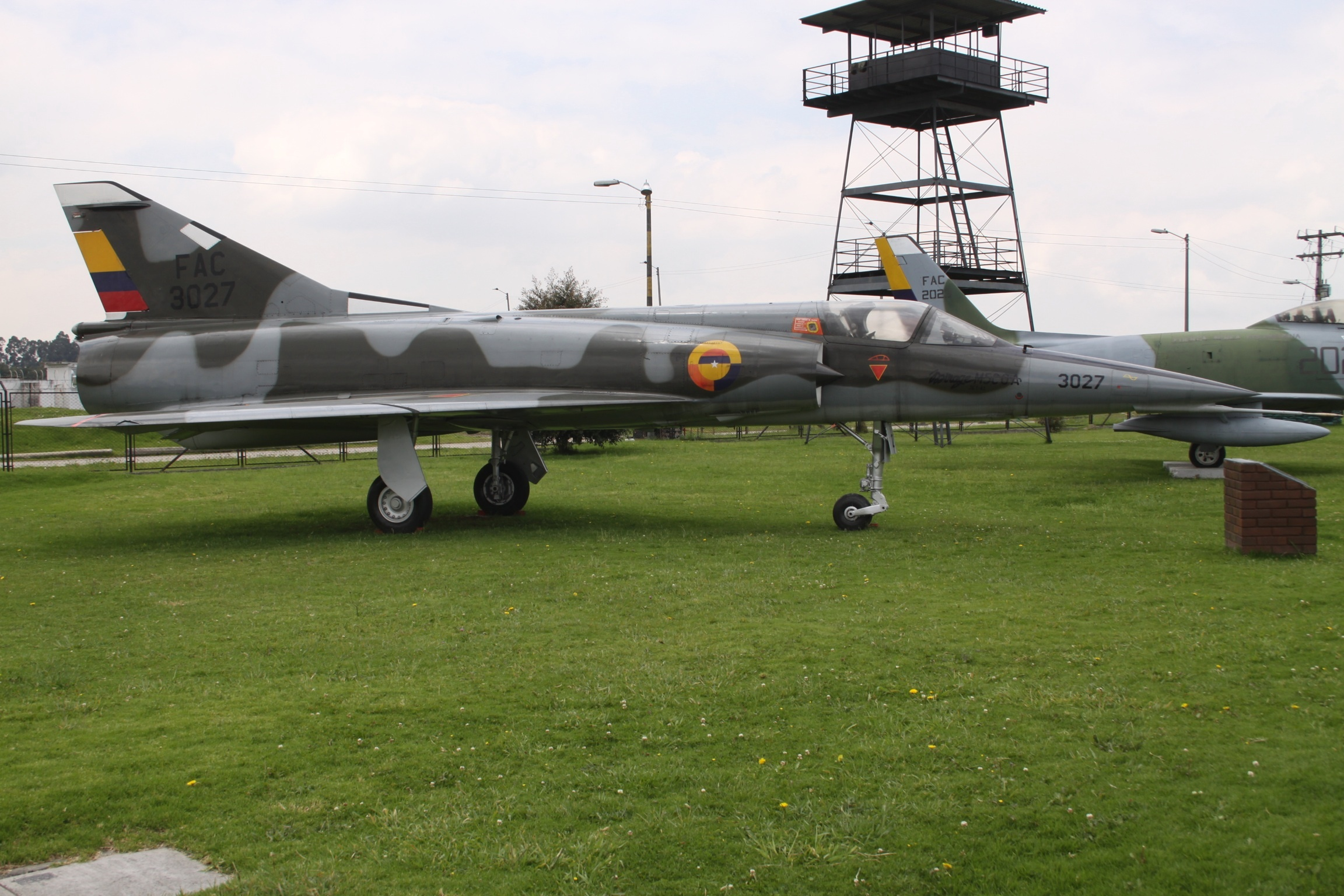
Mirage V de la Fuerza Aérea Colombiana
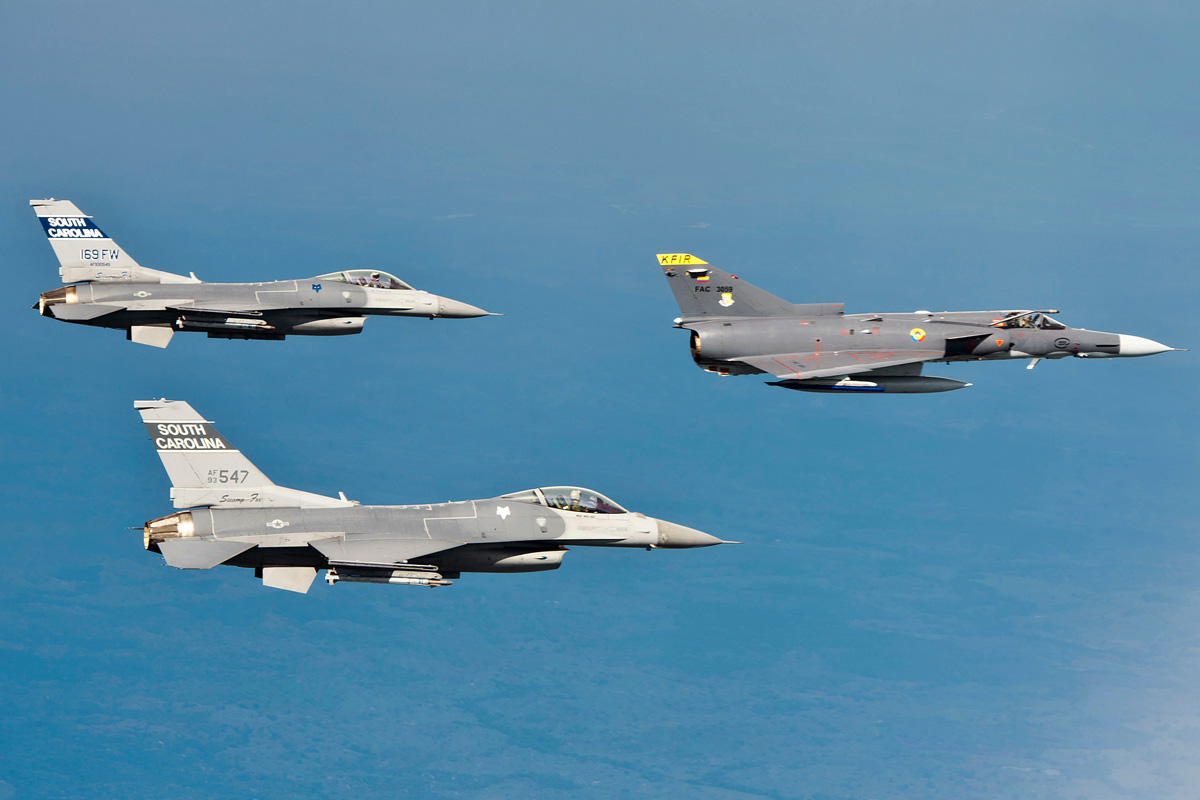
2 F16 de la Guardia Nacional Aérea de Carolina del Sur y un IAI Kfir de la Fuerza Aeroespacial Colombiana en una misión de práctica sobre Colombia

## Actividades complementarias

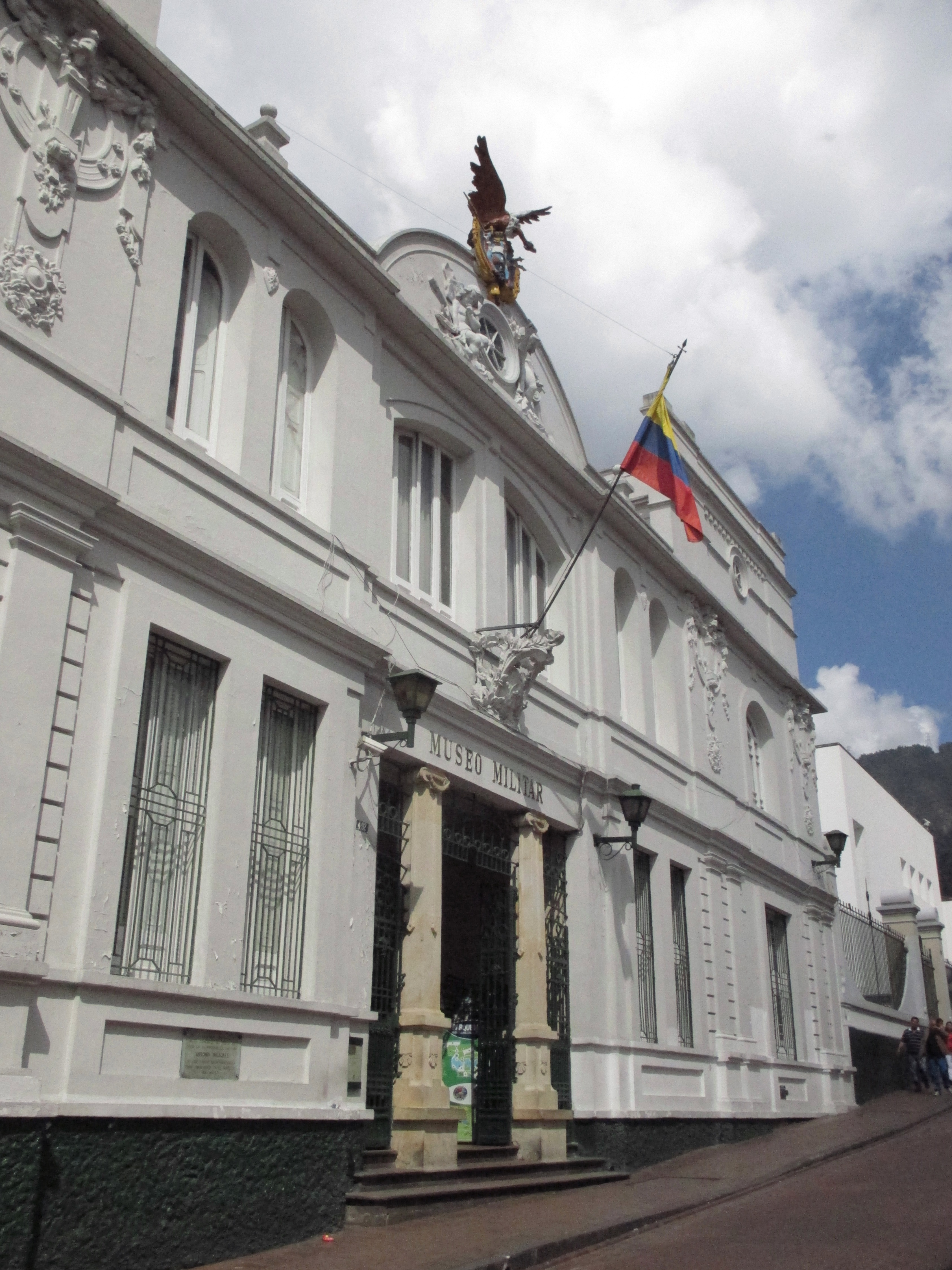
El Museo Militar en el barrio La Candelaria, en el centro de Bogotá.

El Comando General de las Fuerzas Militares también tienen bajo su mando:
- El Museo Militar de Colombia[25]
- Los Profesionales Oficiales de la Reserva[26]
- Gaulas Militares[27]
- Indumil[28]
- Imprenta Militar[29]
- Sanidad Militar[30]
- Agrupación de Fuerzas Especiales Urbanas AFEUR[31]
- La Escuela Superior de Guerra[32]
- El Tribunal Superior Militar[33]